# Johann Friedrich Payer

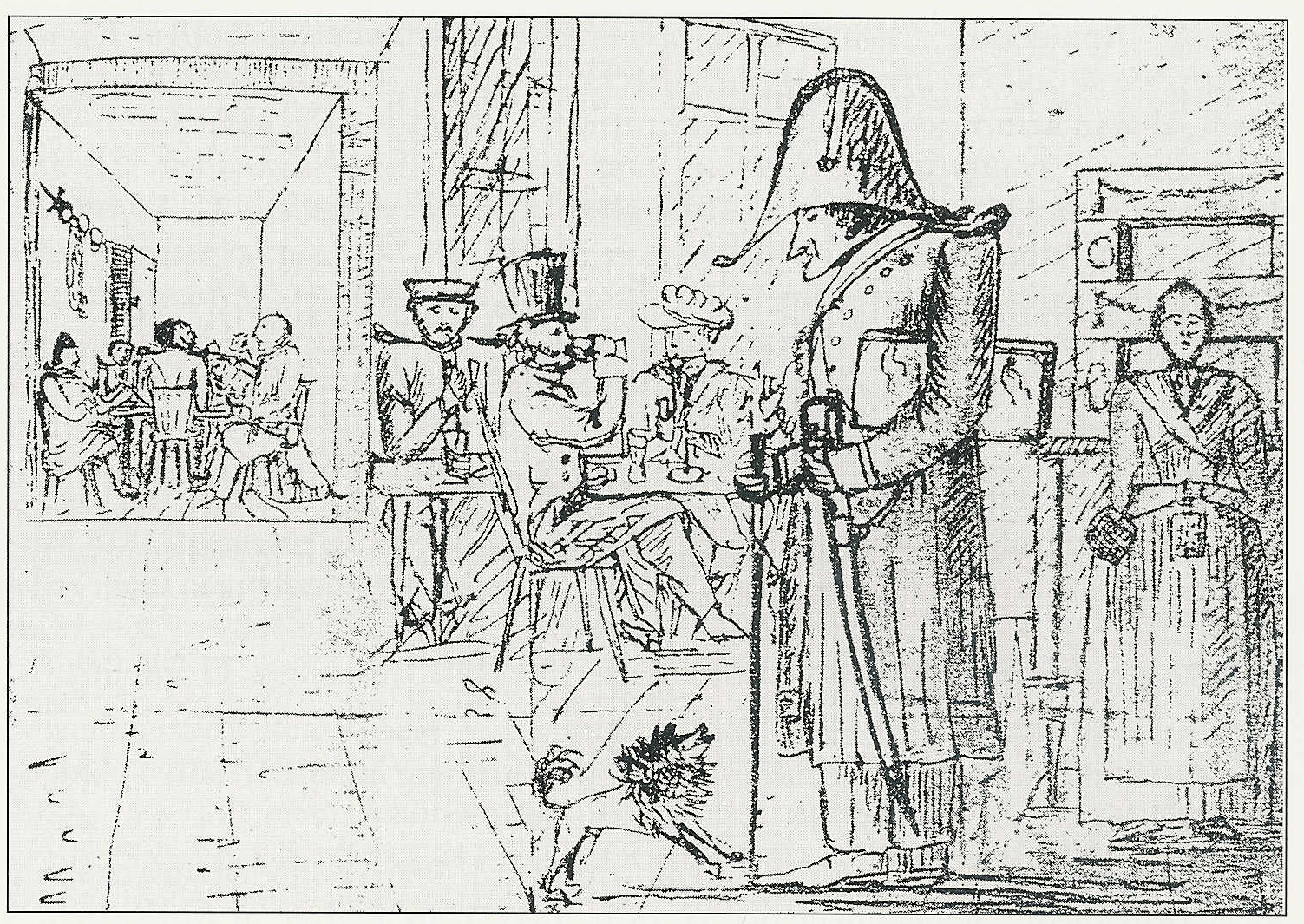
Karikatur von 1825–29: Universitätspedell Johann Friedrich Payer, bewaffnet mit einem Säbel und einem Aufschreibbuch, überwacht die Tübinger Kneipen. Im Hintergrund seine Gehilfin Friederike Beck mit dem Spitznamen Pudels Ricke.

Johann Friedrich Payer (* 28. August 1775 in Tübingen; † 9. Juni 1851 in Neuenbürg) war Tübinger Universitätsoberpedell und wurde im Studentenjargon deshalb Pudel genannt. Er war der Sohn des Universitätspedells Ludwig Christoph Payer († 13. September 1814) und verheiratet mit Christine Katharina Payer († 22. März 1858), geb. Heckenhauer.
Der Politiker Friedrich von Payer war sein Enkel.

## Ehrungen
Am 24. Oktober 1839 bekam er als Universitätsoberpedell die goldene Verdienstmedaille durch das Ministerium des Innern und des Kirchen- und Schulwesens verliehen. Dabei wurde ein Glückwunschschreiben ausgehändigt, das unter anderem vom Wappenherold Professor Friedrich Stälin unterzeichnet ist.